# کژشموو

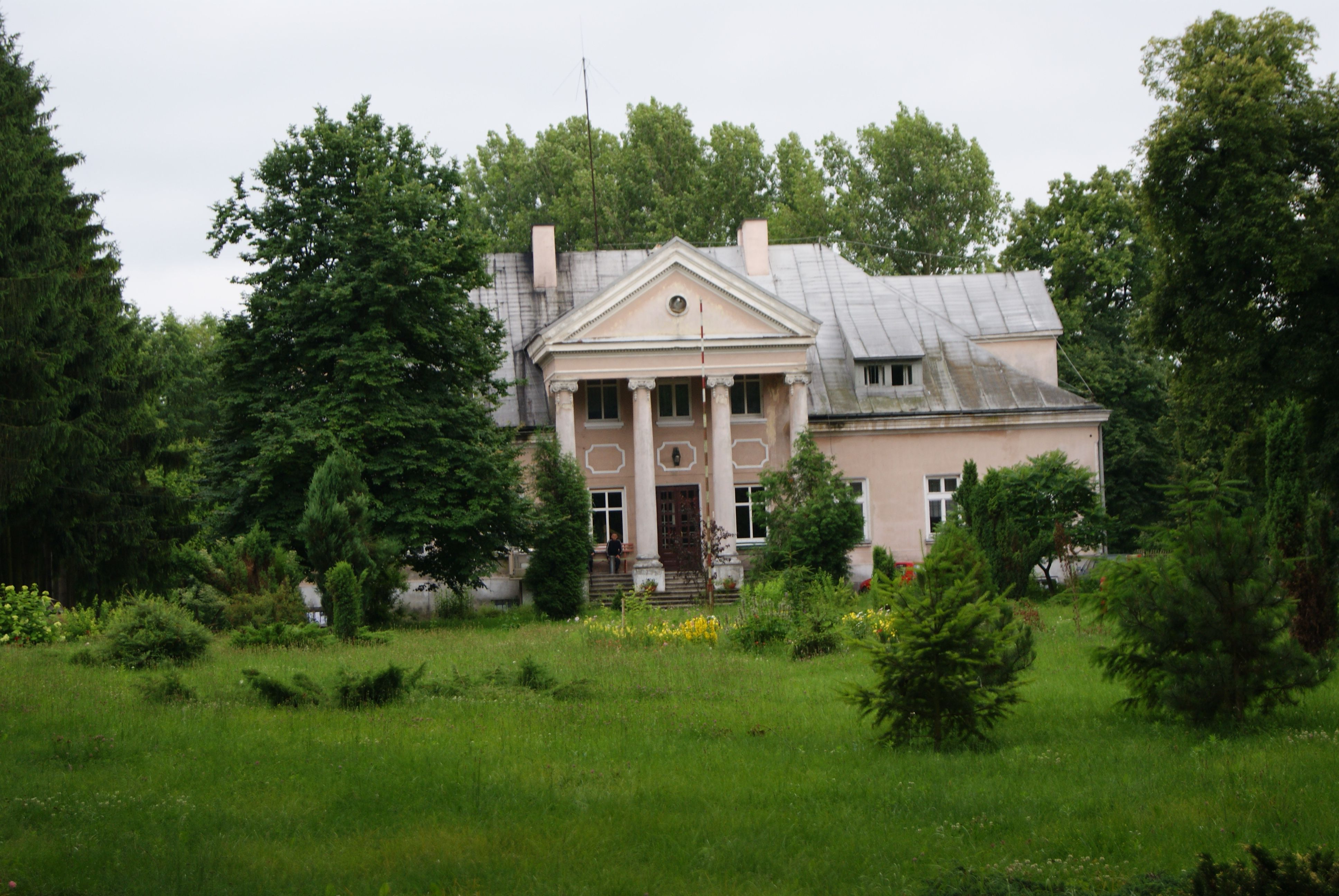
منطقه مسکونی در لهستان

کژشموو (به لهستانی:  Krzesimów) یک روستا در لهستان است که در گمینا موگیو واقع شده‌است.